# Отверженные (фильм, 1948)
Отверженные (итал. I miserabili) — двухсерийный черно-белый итальянский фильм-драма 1948 года, поставленный режиссером Риккардо Фреда по одноименному роману французского писателя Виктора Гюго.

## Сюжет
Жан Вальжан ворует буханку хлеба с витрины булочной. Булочник стреляет ему в спину и он падает на землю. Попав на каторгу, Вальжан работает в карьере и пытается убежать в вагонетке. Его постигла неудача, по которой идут новые попытки побега, такие же неудачные. Вальжан выходит на свободу через 18 лет, именно в тот день, когда надзирателя Жавера назначают помощником старшего надзирателя. У Дини Вальжана выгоняют из двух отелей через его каторжанское прошлое. Служанка епископа, монсеньора Мириеля прячет серебряные приборы, услышав о каторжника. Вальжан врывается в гостиную. «Мадам Маглуар, принесите еще один прибор», — говорит епископ и сам отводит Вальжана в комнату.
Ночью начинается гроза. На утро мадам Маглуар сообщает епископу, что Вальжан скрылся с двумя канделябрами. Его приводят назад жандармы. Епископ говорит Вальжану, что тот должен был захватить с собой и серебряные приборы, которые Мириель ему подарил. Он освобождает Вальжана и советует ему использовать серебро с умом, чтобы стать честным человеком. В лесу Вальжан наступает на монету, что принадлежит малышу Жерве, и пытается отыскать мальчика. Он плачет, выкрикивая его имя.
В дилижансе, что едет в Монтрей, пассажиры обсуждают нового мэра, месье Мадлена, что превратил всю округу и привел свои заводы к процветанию. На него работают пятьсот служащих, а в его жизни нет места женщинам и смеха. Господин Мадлен (Жан Вальжан) подбирает мальчишка, похоже на малыша Жерве. Бригадирша просит Мадлена уволить работницу Фантине, которая постоянно опаздывает по субботам на работу, но месье Мадлен откладывает решение. Из дилижанса выходит Жавер и заступает на новую должность. Его принимает у себя муниципальный советник Бланшар.
Фантина признается бригадирам, что воспитывает дочь без отца, но ее увольняют. Однажды вечером на площади прохожий в шутку сует ей за шиворот горсть снега. Фантина оскорбляет и бьет его. Жавер берет ее под арест. Месье Мадлен спасает Фантине, хотя она и плюет ему в лицо, считая его виновным в увольнении с работы. Она теряет сознание, а придя в себя, рассказывает Мадленою, как на веселом пикнике в Париже любовники-студенты устроили ей с подругами сюрприз: исчезли, оставив прощальное письмо. Все подруги посмеялись этой шутке — все, кроме Фантины. Ей пришлось оставить дочку Козетту на содержание семье Тенардье.
Жавер делится с Бланшаром подозрениями о странной хромота господина Мадлена. Чуть позже он подает мэру прошение об отставке, поскольку донес в Париж, что тот якобы является каторжником Жаном Вальжаном, что сбежал. Теперь же стало известно, что Вальжан пойман в Париже под именем Шанматье. Жавер настаивает, чтобы месье Мадлен принял его отставку. «Быть добрым просто, — говорит Жавер. — Труднее всего быть справедливым». Разрываясь от внутренних мук, Мадлен намекает на свою дилемму сестре Симплицие. «Нужно спасать невиновного», — говорит монахиня. Вальжан пишет письмо с признанием. Фантина умирает, а Жавер арестовывает Вальжана прямо у ее изголовья. Они проходят мимо литейный завод месье Мадлена. Один рабочий устраивает пожар и помогает Вальжану убежать, а потом погибает от руки Жавера.
Вальжан находит Козетту в Монфермее и помогает ей нести ведро с водой. Это происходит накануне Рождества. Вальжан ужинает в таверне Тенардье, которые балуют двух родных дочерей, а к Козетты относятся как к рабыне. Вальжан покупает для Козетты большую куклу в магазине на майдане. Он уводит девочку с собой, заплатив Тенардье 3000 франков. Тенардье догоняет его на улице и требует 10 000. Вальжан грозится проломить ему голову после чего Тенардье собирается заявить в полицию. У Козетты начинается жар, Вальжан приходит в аптеку и подслушивает разговор о человеке, что похитила девочку с большой куклой. Вальжан разбивает куклу на куски чем доказывает Козетту до слез. Он снимает комнату в отеле, притворившись слепым. Какой-то полицейский замечает его прием. Жавер и его люди проникают в отель. Вальжану удается сбежать вместе с Козеттой. Он поднимается по стене, поднимая девочку на веревке. Они оказываются в монастыре сестры Симплиции. И впервые в жизни врет Жаверу, что никого не видела.
Париж много лет спустя. Студенты-революционеры выдают подпольный листок. Типографию окружают полицейские. Мариус Понмерси прорывается через их кольцо и скрывается в доме, где живет Козетта с человеком, которого считает своим отцом — месье Леграном (Жаном Вальжаном). Козетта перевязывает раненого Марвуса, а Вальжан говорит полицейским, что никого не видел. Мариус оставляет записку со своим адресом в любимой книге Козетты — том стихотворений Андре Шенье. Вальжан находит записку.
Жавер сообщает министра полиции Жильнормана (отцу Мариуса) о деятельности мятежников. Министр просит его держать в тайне все, что касается его сына. Мариус живет в отеле, который принадлежит Тенардье. В него влюблена дочь Тенардьж Епоніна. Вальжан приходит в отель, чтобы вернуть Мариусу записку и попросить его больше не искать встреч с Козеттой. Тенардье узнает того, кто забрал у него маленькую Козетту. Марусс встречается с Козеттой в саду возле ее дома на улице Плюме и признается ей в любви. Тенардье, назвавшись бароном Тенаром, приходит к Козетты, чтобы поговорить о ее прошлом и мать. Вальжан обрывает их встречу. Тенардье пытается его шантажировать. Они договариваются встретиться на следующий день в отеле.
Как только Вальжан оказывается в его доме, Тенардье потребовал от него 200 000 франков. Появляется шайка заговорщиков, Вальжан бьется со всеми сразу; его связывают. Он хватает раскаленный железный прут, которым Тенардье собирался его пугать, и прижимает его к руки. Жавер, что уже приходил в гостиницу в начале схватки, но тогда ничего не заметив, снова появляется, как раз когда Тенардье собирается зарезать Вальжана. Последнему удается бежать. Арестован Тенардье называет адрес Леграна. Жавер окружает дом, но Вальжан уже перебрался в другое тайное помещение. Он сообщает Козетті, что они уезжают в Англию. Козетта отказывается ехать: она любит Мариуса и не хочет покидать Париж.
Министр полиции по наведению Жавера посещает сына в отеле Тенардье. Эта встреча лишь увеличивает пропасть между ними. Смерть девочки, убитой полицейскими при аресте некоего мужчины, вызывает возмущение на улицах Парижа. Начинаются столкновения между мятежниками и кавалерией. На улице сооружают баррикаду. Козетта приходит в отель Тенардье, чтобы увидеться с Мариусом, и его там нет. Вальжан идет за ней следом. Он дает ей пощечину и приказывает вернуться домой. Солдаты расстреливают баррикаду. Вальжан переворачивает у баррикады две огромные штабеля из бочек, те катятся по улице и крушат все на своем пути — и солдат, и пушку. Гаврош погибает, собирая патроны у трупов. Во время рукопашного боя на баррикаде ранены Мариуса. Бой продолжается в кафе. Солдаты расстреливают пленных.
Вальжан спускается в канализацию, унося на спине Мариуса, что потерял сознание. Он проходит чуть ли не весь город и, выйдя на улицу, натыкается на Жавера. Он признается ему, что он — Жан Вальжан, и просит помочь отнести Мариуса к отцу. Министр говорит Жаверу, что будет вечно благодарен спасителю его сына. Вальжан просит у Жавера разрешения зайти к себе домой, в дом № 7 по улице Вооруженного Человека. Жавер соглашается. Когда Вальжан входит в дом, Жавер уходит. Он пишет прощальную записку, обвиняя себя в том, что отпустил на свободу умелого каторжника, и признаваясь в восхищении перед тем, за кем гонялся всю жизнь. Он топится в Сене.
Козетта примеряет свадебное платье. Министр говорит Вальжану, что собирается принять некоторого Тенардье. Это, впрочем, будет его последней аудиенцией, поскольку он решил подать королеве прошение об отставке. Вальжан идет к Тенардье, чтобы не дать ему заговорить. Тенардье стреляет в Вальжана, потом отступает, падает и разбивается на смерть. В церкви начинается свадебная церемония Козетты и Мариуса. Они возвращаются домой, обеспокоенные отсутствием Вальжана. Тот приходит к ним, смертельно ранен. Он просит Козетту почитать ему вслух: он хочет в последний раз услышать ее голос. Слушая ее, он умирает.